# Renmark North
Renmark North är en ort i Australien. Den ligger i kommunen Renmark Paringa och delstaten South Australia, omkring 210 kilometer nordost om delstatshuvudstaden Adelaide. Orten hade 678 invånare år 2021.
Närmaste större samhälle är Renmark West, nära Renmark North. 